# أندي دوغان (لاعب كرة قدم)
أندي دوغان (بالإنجليزية: Andy Duggan)‏ هو لاعب كرة قدم بريطاني في مركز الدفاع، ولد في 19 سبتمبر 1967 في برادفورد في المملكة المتحدة. لعب مع نادي بارنسلي ونادي روتشديل ونادي هارتلبول يونايتد وهدرسفيلد تاون.